# Psammocamptus eckmani
Psammocamptus eckmani is een eenoogkreeftjessoort uit de familie van de Canthocamptidae. De wetenschappelijke naam van de soort is voor het eerst geldig gepubliceerd in 1989 door Huys & Thistle.